# San Juan de Sabinas
San Juan de Sabinas è un comune del Messico, situato nello stato di Coahuila.